# Telephlebia godeffroyi
Telephlebia godeffroyi är en trollsländeart. Telephlebia godeffroyi ingår i släktet Telephlebia och familjen mosaiktrollsländor.

## Underarter
Arten delas in i följande underarter:
- T. g. brevicauda
- T. g. godeffroyi